# Idlicote
Idlicote – wieś i civil parish w Anglii, w Warwickshire, w dystrykcie Stratford-on-Avon. W 2001 civil parish liczyła 90 mieszkańców. Idlicote jest wspomniana w Domesday Book (1086) jako Etelincote.